# Syrgianes Paleolog
Syrgianes Paleolog (gr.: Συργιάννης Παλαιολόγος Φιλανθρωπηνός, ur. ok. 1290, zm. 1334) – bizantyński arystokrata i wojskowy.

## Życiorys
Syrgianes, ze strony ojca wywodził się z Kumanów, a ze strony matki skoligacony z rodziną cesarską Paleologów. Był uczestnikiem koalicji, która wsparła Andronika III przeciw Andronikowi II w wojnie domowej w 1321 roku (Jan Kantakuzen, Teodor Synadenos i Aleksy Apokauk). Za pieniądze Syrgianes otrzymał stanowisko w administracji trackiej. Wykorzystał je do organizowania oporu przeciw Andronikowi II. W gdy 1321 armia pod dowództwem Syrgianesa maszerowała na Konstantynopol, stary cesarz w obawie przed powstaniem w stolicy, pośpiesznie zawarł z Andronikiem III pokój. W 1322 wojna domowa rozgorzała na nowo. Rywalizacja między Syrgianesem a Janem Kantakuzenem doprowadziła do nieporozumień w obozie młodego Andronika II. Kiedy młody cesarz stanął po stronie swojego przyjaciela, Kantakuzena, wtedy Syrgianes, właściwy reżyser całej rewolty, przeszedł do obozu starego cesarza, zaofiarował mu swoje usługi i objął dowództwo w walce przeciwko temu, który niedawno był jego władcą, a zarazem podopiecznym. Wtedy po raz drugi doszło do porozumienia Andronika II ze swoim wnukiem Andronikiem III. W 1327 wojna wybuchła na nowo i doprowadziła do uzyskania tronu przez Andronika III w roku 1328. Andronik III wtedy pozbawił swoją matkę możliwości działania w polityce. Ritę Armeńską intrygując przeciw synowi adoptowała właśnie Syrgiaesa. Okazał mało lojalny wobec Andronika III i swoich przyjaciół. Intrygował przeciw nim z cesarzową Ritą. Zbiegł z Konstantynopola, przez długi czas przebywał w genueńskiej Galacie, na Eubei, w Albanii. Wiosną 1334 przeszedł na służbę władcy serbskiego Stefana Duszana. Syrgianes oddał królowi Serbów nieocenione wprost usługi w walce z Bizancjum. W tym właśnie czasie dostały się w ręce Serbów najpotężniejsze bizantyńskie twierdze w Macedonii: Ochryda, Prilep, Strumica, Kastoria, Wodena. Niebawem ambitny wódz został zamordowany przez wysłanników Andronika III.